# Gaspar Lax
Gaspar Lax  (* 1487 in Sariñena; † 23. Februar 1560 in Saragossa) war ein in Paris wirkender spanischer Mathematiker, Logiker und Philosoph.
Lax studierte die Freien Künste und Theologie in Saragossa. Er lehrte 1507/08 am Collège de Calvi in Paris und danach am Collège de Montaigu, wo er Schüler von John Mair (oder Major) war. Ab 1517 war er wieder am Collège de Calvi. In Paris war er als Fürst der Sophisten bekannt. Er lehrte bis 1523 in Paris und kehrte dann nach Spanien zurück – damals mussten Ausländer die Pariser Universitäten verlassen. 1525 lehrte er in Saragossa Mathematik und Philosophie und blieb dort bis zu seinem Tod. Zeitweise war er Vizekanzler und Rektor der Universität.

## Schriften
- Arithmetica speculativa, Paris 1515
- Proportiones, Paris 1515
- Quaestiones phisicales, Saragossa 1527